# Клайнфельтер, Гарри Фитч
Гарри Фитч Клайнфельтер младший (англ. Harry Fitch Klinefelter Jr.; 1912—1990) — американский врач.

## Биография
Окончил медицинскую школу Университета Джонса Хопкинса в Балтиморе (1937).
В 1941—1942 гг. работал ассистентом у Фуллера Олбрайта в Массачусетской клинике общих заболеваний; в этот период совместно с Олбрайтом описал генетическое заболевание, получившее в дальнейшем название синдром Клайнфельтера.
В 1943—1946 гг. служил в вооружённых силах США, затем практиковал в Балтиморе, преподавал. Специализировался, главным образом, в области ревматологии, занимался также проблемами эндокринологии и врачебными методами борьбы с алкоголизмом.